# Flughafen Niederrhein

i7
i11
i13

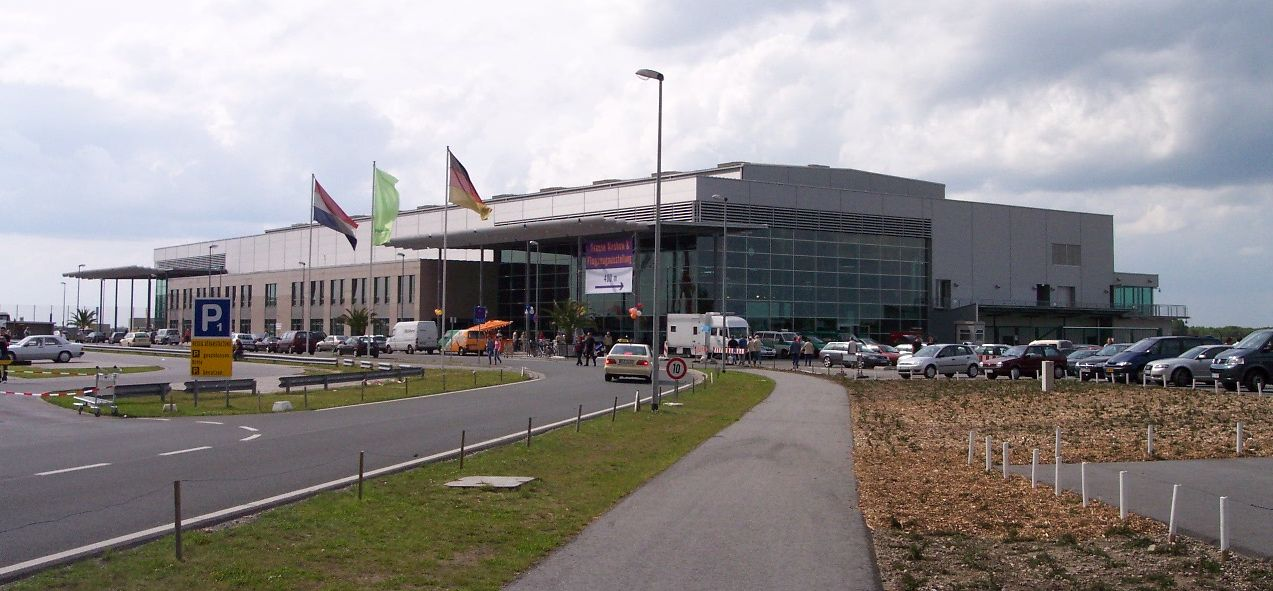
Empfangshalle des Flughafens

Der Flughafen Niederrhein (Eigenbezeichnung Airport Weeze, IATA-Code: NRN, ICAO-Code: EDLV) ist ein Verkehrsflughafen im nordrhein-westfälischen Weeze an der Grenze zu den Niederlanden. Er wird mit rund 90 Prozent aller Flugbewegungen vor allem durch die irische Fluglinie Ryanair genutzt, die ihn als Flughafen Düsseldorf (Weeze) bezeichnet. Seit 2007 werden die Kontinente Afrika, Asien und Europa angeflogen.
Die Betreibergesellschaft Flughafen Niederrhein GmbH gehörte bis zum Jahr 2016 (über mehrere Zwischengesellschaften) zu 99,93 % dem niederländischen Unternehmer Herman Buurman, zu 0,04 % dem Kreis Kleve und zu 0,03 % der Gemeinde Weeze. Im Dezember 2016 erfolgte eine Aufstockung des kommunalen Anteils in Form einer Stillen Beteiligung des Kreises und der Gemeinde Weeze an der Flughafen-Gesellschaft. Damit erwarben die kommunalen Beteiligten rund 11 % der Flughafen-Anteile, während die restlichen rund 89 % der Anteile beim bisherigen Mehrheitseigentümer verblieben. Diese kommunale Beteiligung schlüsselt sich nach Angaben der FDP Weeze mit 10,4 Prozent für Gemeinde Weeze und 89,6 Prozent für den Kreis Kleve auf. Mit dem vergleichsweise kleinen Anteil sichern sich die Gemeinde Weeze und der Kreis Kleve nicht nur je einen Sitz im Aufsichtsrat der Flughafengesellschaft, sondern auch einen vertraglich festgeschriebenen Zustimmungsvorbehalt (Sperrminorität) für alle richtungsweisenden Entscheidungen, um sicherzustellen, dass sich das Projekt nicht gegen die kommunalen Interessen entwickelt.
Der heutige zivile Flughafen ist als Konversionsprojekt aus dem britischen Militärflugplatz RAF Laarbruch hervorgegangen, der wiederum auf dem Gelände des Advanced Landing Ground B-100 Goch entstanden war. RAF Laarbruch war neben RAF Wildenrath, RAF Brüggen, RAF Geilenkirchen und RAF Nörvenich die dritte von insgesamt fünf sogenannten Clutch Stations, nach 1949 gebauten RAF-Stützpunkten nahe der Grenze zu den Niederlanden und somit möglichst weit entfernt von der damaligen innerdeutschen Grenze.
Er hat nach Ende der militärischen Nutzung im Jahr 1999 mehrfach den Namen gewechselt und hieß zunächst Flughafen Niederrhein, wird aber schon seit 2003 von Ryanair unter der Bezeichnung Flughafen Düsseldorf (Weeze) vermarktet. Nachdem andere Namensvarianten, die die Nähe zum rund 70 Kilometer entfernten Düsseldorf betonen sollten, gerichtlich verboten wurden, nennt sich der Flughafen seit 2005 nur noch Airport Weeze. Ryanair wurde gleichzeitig aber erlaubt, den Flughafen weiter unter Düsseldorf (Weeze) zu vermarkten, muss dabei jedoch stets die Erläuterung „ca. 70 Kilometer von Düsseldorf“ als Fußnote hinzufügen.
Seit dem 1. Juli 2010 ist der Flughafen Niederrhein Zollflughafen.

## Geschichte

### Anfänge
Im Jahr 1933 wurde unter der Regie der im Aufbau befindlichen deutschen Luftwaffe ein Segelflugplatz eingerichtet. Während des Zweiten Weltkrieges wurde das Gelände in einen „Scheinflughafen“ umgewandelt, um alliierte Bomber zu Fehlabwürfen zu verleiten. Im März 1945 richtete die Royal Air Force im Zusammenhang mit der Operation Plunder hier für einige Wochen den Feldflugplatz Advanced Landing Ground B-100 Goch ein. Nach 1945 wurde der Segelflugbetrieb vorübergehend wieder aufgenommen.

### RAF Laarbruch
Mit Beginn des Kalten Krieges wurde deutlich, dass die als Besatzungsmacht seit 1945 in Nordwestdeutschland stationierte British Air Force of Occupation längerfristig in der Bundesrepublik präsent bleiben musste, um als Teil der NATO-Verteidigungsstrategie die militärische Sicherung Westdeutschlands mitzutragen. Die RAF stützte sich in den ersten Jahren nach Kriegsende auf verschiedene meist ehemalige Fliegerhorste der früheren Luftwaffe, von denen sich einige nur wenige Flugminuten vom „Eisernen Vorhang“ entfernt befanden. Die NATO erhöhte zu Beginn der 1950er Jahre ihre Präsenz in Westeuropa deutlich. In diesem Zusammenhang ordneten die britischen Besatzungsbehörden 1953 den Bau eines neuen Militärflugplatzes in Weeze an. Die Finanzierung erfolgte aus Reparationsmitteln unter Regie der Bundesfinanzdirektion. Der Bau begann im Oktober des Jahres und RAF Laarbruch wurde bereits 1954 eröffnet.
Die Royal Air Force stationierte hier anfangs eine Staffel Gloster Meteor NF11 Nachtjäger, die durch eine Staffel Gloster Javelin FAW1 Tagjäger abgelöst wurde. Im Oktober 1954 trafen die ersten English Electric Canberra PR3 Aufklärer ein. Laarbruch sollte fortan bis Anfang der 1990er Jahre die Heimat von Aufklärer-Staffeln bleiben. Daneben lag hier anfangs auch die 306. Staffel der KLu mit Republic RF-84F Thunderflash-Aufklärern.
Knapp anderthalb Jahrzehnte war Laarbruch Stationierungsort zweier Staffeln (Engl.: „Squadron“) der English Electric Canberra PR3/PR7/B(I)8. Mit der B(I)8 Version bestand die Möglichkeit, von RAF Laarbruch aus Luftangriffe durchzuführen. In dieser Zeit standen in der Nähe der Startbahn nuklear bewaffnete Canberras permanent einsatzklar für den Fall eines plötzlichen Angriffs durch den Warschauer Pakt.
In den 1970er Jahren waren hier Flugzeuge der Typen Blackburn Buccaneer (zwei Staffeln) und SEPECAT Jaguar (eine Staffel) stationiert und 1983 wurde der Flugplatz für drei Staffeln Panavia-Tornado-Jagdbomber und eine Staffel Aufklärer (insgesamt ca. 60 Jets) ausgebaut.

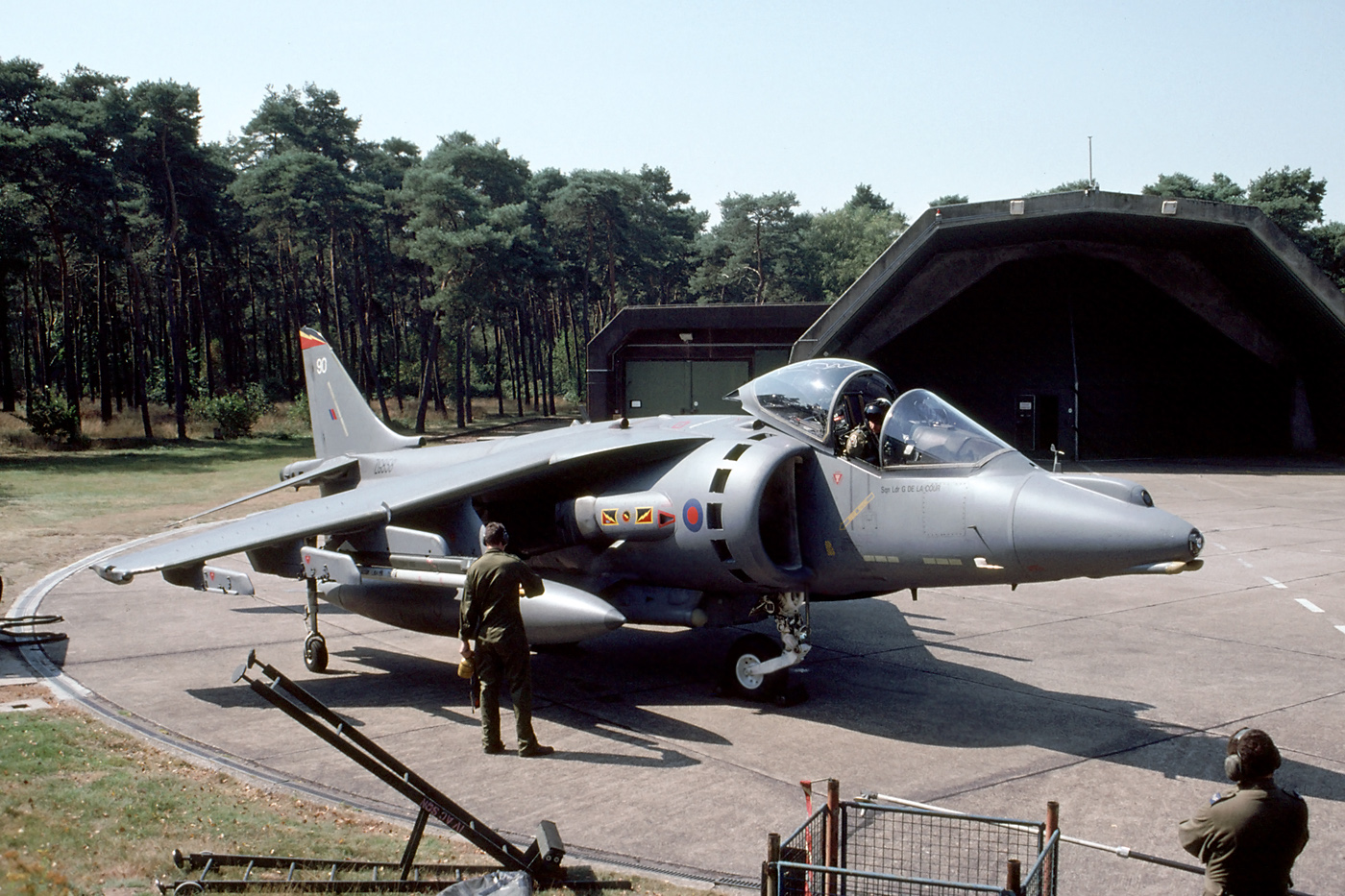
HS Harrier-Senkrechtstarter auf dem Militärflugplatz RAF Laarbruch, 1997

Nach dem Golfkrieg und der Wiedervereinigung wurde die RAF Germany 1991/1992 stark verkleinert; mit RAF Wildenrath und RAF Gütersloh wurden zwei von vier Militärflugplätzen geschlossen, während RAF Brüggen und RAF Laarbruch vorerst weiter betrieben wurden. Da die unmittelbare Bedrohung durch den Warschauer Pakt 1991 wegfiel, wurden die Tornados und die Atomwaffen aus Laarbruch abgezogen. Stattdessen wurden im November 1992 Hawker-Siddeley-Harrier-Senkrechtstarter (zwei Staffeln) und Hubschrauber (eine Mix-Staffel aus Aérospatiale SA 330 Puma und Boeing-Vertol CH-47 Chinook) nach Laarbruch verlegt, da ihr bisheriger Stützpunkt, RAF Gütersloh, 1993 als eine der beiden ersten RAF-Stationen auf deutschem Boden geschlossen bzw. an die British Army übergeben wurde. Die Stationierung der beiden Staffeln wartungsintensiver Harrier führte dazu, dass der Personalbestand der RAF Laarbruch einen letzten Höhepunkt erreichte; sogar im 45 Kilometer entfernten Duisburg musste Personal untergebracht werden. Im Zuge der politischen Entspannung beschloss die britische Regierung jedoch schon 1994, auch den vorletzten RAF-Standort Laarbruch bis zum Jahr 1999 schrittweise zu räumen. Zwei Jahre später wurde mit der Schließung von RAF Brüggen im Jahr 2001 das Kapitel RAF Germany endgültig geschlossen. Bevor der RAF-Flugplatz Laarbruch aufgegeben wurde, nahmen die Laarbrucher Harrier noch an diversen Einsätzen im ehemaligen Jugoslawien, im Irak, bei Übungen auf Flugzeugträgern der Royal Navy und bei Abordnungen nach Belize und Chile teil.

### Flughafen Weeze
Im Jahr 1993 wurde die Flughafen Niederrhein GmbH gegründet. Die Gesellschaft erarbeitete Nutzungskonzepte für das Flugplatzareal mit dem Ziel, Unternehmensansiedlungen und neue Arbeitsplätze zu schaffen, die den befürchteten Wegzug von 2200 Militärs nebst rund 3000 Angehörigen der RAF Germany ausgleichen können. Im Jahr 1994 gab die britische Regierung offiziell bekannt, den Flugplatz RAF Laarbruch bis 1999 schließen zu wollen. Eingedenk der guten Erfahrungen mit den Briten, einer hohen Akzeptanz für den Flugbetrieb und der ökonomischen Bedeutung der Royal Air Force für Weeze, bemühte sich die Gemeindeverwaltung um den Verbleib der Briten; eine Petition des Weezer Stadtrates, statt Weeze den Flugplatz RAF Brüggen zu schließen, wurde vom britischen Unterhaus jedoch abgelehnt. Nur RAF Brüggen sollte noch erhalten bleiben; 1996 folgte allerdings auch der Schließungsbefehl für Brüggen, den letzten Standort der RAF Germany.
Das Nutzungskonzept Euregionales Zentrum für Luftverkehr, Logistik und Gewerbe wurde 1997 beschlossen und das Genehmigungsverfahren eröffnet. Im Jahr 1997 verließ die Hubschrauberstaffel Laarbruch, und im Mai 1999 folgten die letzten Harrier. Am 1. Juni 1999 wurde die Landebahn gesperrt. Entgegen den Planungen kam der Flugbetrieb für fast vier Jahre zum Erliegen. Der geplante nahtlose Übergang in die zivile Folgenutzung verzögerte sich. Am 30. November 1999 übergab die Royal Air Force ihre Basis Weeze-Laarbruch nach 45 Jahren an die deutschen Behörden. Neuer Hausherr war nun kurzfristig der Bund, der das Gelände umgehend dem Kreis Kleve überließ. Die letzten 400 zivilen Arbeitsplätze gingen verloren.
Im Jahr 2001 kaufte eine niederländische Investorengruppe um den Logistik-Unternehmer Hans van de Lande das 620 Hektar große Flugplatz-Areal für 22 Mio. DM (rund 11,3 Mio. Euro) vom Kreis Kleve. Am 20. Juni erteilte Verkehrsminister Ernst Schwanhold die luftrechtliche Genehmigung für den zivilen Flugbetrieb. Der Bau des neuen Passagierterminals und eines neuen Vorfeldes begann 2002. Die Flugbetriebsanlagen wurden komplett renoviert und teilerneuert. Die TTC (The Tower Company) richtete einen Tower ein.

Flughäfen in NRW

Am 1. Mai 2003 nahm der neue Flughafen Niederrhein den Linienverkehr auf. Die irische Fluglinie Ryanair flog dreimal täglich nach London. Bis zum 1. August wurden die Passagiere in einem provisorisch hergerichteten Hangar abgefertigt, dann wurde das neue, 15.000 m² große Terminal eröffnet. Im Oktober bekam der Flughafen seine erste „eigene“ Fluggesellschaft: Die neu gegründete niederländische V Bird stationierte vier Airbus A320 und bot Flüge zu deutschen und europäischen Flughäfen an. Für kurze Zeit flog auch der niederländische Veranstalter Sudtours mit seiner Ferienfluggesellschaft Dutchbird; die Vermarktung der Pauschalreisen nach Gran Canaria blieb ohne Erfolg. Eine erfolgreiche Klage der Nachbargemeinde Bergen führte vorübergehend zu einer Einschränkung des Flugbetriebs am Wochenende.
Am ersten Mai-Wochenende 2004 feierten 80.000 Besucher bei einem Flughafenfest den ersten Geburtstag des Zivilflughafens. Der Flughafen erweiterte die Parkflächen auf 3000 Parkplätze. Aber schon am 8. Oktober war V Bird pleite und stellte ihren Betrieb ein. Verhandlungen mit neuen Investoren waren gescheitert. Kurz darauf meldete die Gesellschaft auch formell Insolvenz an. Rund 100 Beschäftigte verloren ihre Stelle bei der Fluggesellschaft. Währenddessen erweiterte Ryanair ihr Flugangebot.
Nach einem Gerichtsurteil änderte die Betreibergesellschaft 2005 die Eigenbezeichnung des Flughafens in Airport Weeze. Im Jahr 2007 richtete Ryanair auf dem Flughafen Niederrhein eine neue Basis ein. Vier Flugzeuge wurden am Niederrhein stationiert. Weeze wurde damit Ryanairs dritte deutsche Basis und die 19. in Europa. Bis 2010 wuchs die Zahl vorübergehend bis auf 9 stationierte Jets. Nach Abschaffung der Öko-Tax in den Niederlanden 2011 ging die Zahl der Nutzer aus dem Nachbarland ständig zurück, so dass Ryanair die Zahl stationierter Flugzeuge gleichfalls reduzierte. Nach dem Ryanair-Einstieg in Düsseldorf im Zuge der airberlin-Insolvenz 2018 verblieben noch 3 Jets am Niederrhein. Nach Überwindung der Corona-Krise wurde der Ryanair-Bestand zum Sommerflugplan 2023 wieder auf 5 und im Sommerflugplan 2024 auf 6 Maschinen aufgestockt.
Neben Ryanair wurde Weeze vorübergehend von einer wechselnden Zahl anderer Fluggesellschaften angeflogen, darunter waren Tailwind, Hamburg International, Wizz Air, Air Berlin, Eurowings und andere. Die NATO nutzt den Flughafen selten, aber kontinuierlich für hochrangige Besucher des nahe gelegenen Zentrums Luftoperationen in Uedem. Im Jahr 2019 wollte die neue Fluggesellschaft Exxaero den Betrieb mit Businessjets für Geschäftskunden aufnehmen und den Betrieb mittelfristig auf 4 stationierte Jets ausweiten. Für den Sommerflugplan 2020 hatte die Fluggesellschaft Corendon Airlines ab Weeze Ziele am Mittelmeer und in Ägypten neu ins Programm genommen.
Im Sommer 2025 hat Ryanair insgesamt 7 Flugzeuge vom Typ Boeing 737 am Flughafen Weeze stationiert und steuert damit über 40 Ziele in Europa an. Zusätzlich bieten die Fluggesellschaften Sky Express und Freebird Airlines mehrmals wöchentlich saisonale Urlaubsverbindungen an.

## Lage und Verkehrsanbindung

### Lage
- Koordinaten: 51° 36' nördl. Breite, 6° 10' östl. Länge
- Höhe über NN: 29 m

Der Flughafen Niederrhein liegt zirka 55 Kilometer nordwestlich vom Flughafen Düsseldorf und 45 km südlich von Arnheim.

### Verkehrsanbindung

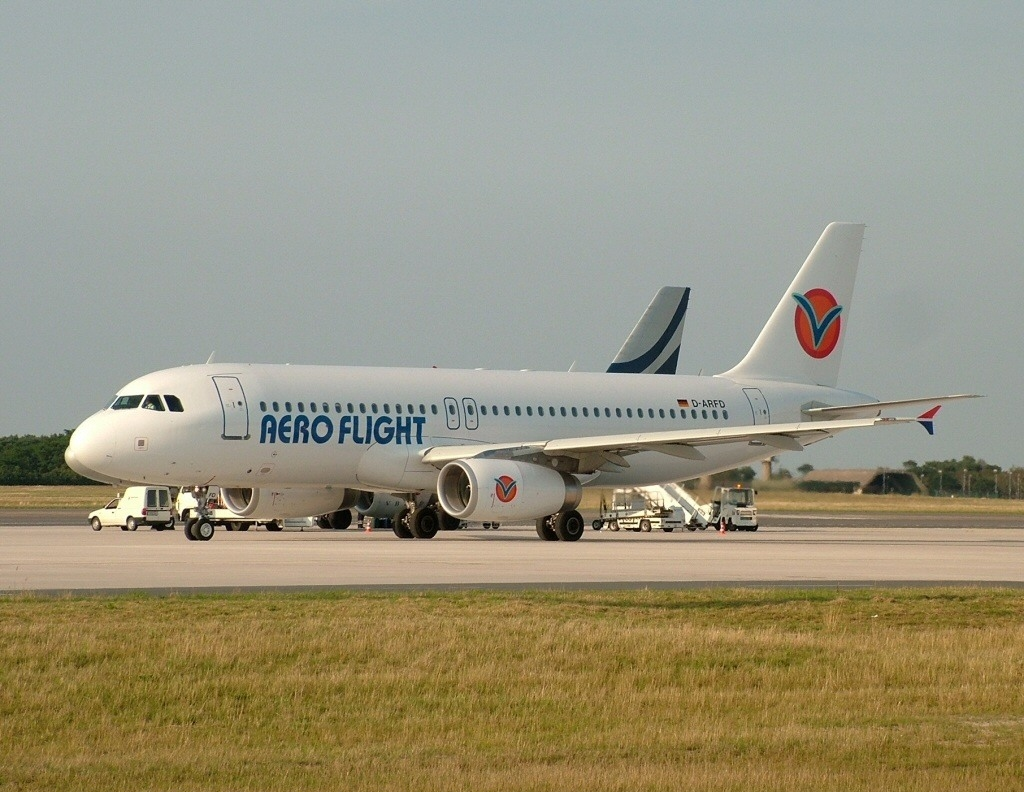
Airbus A320 der Aero Flight am Flughafen Niederrhein

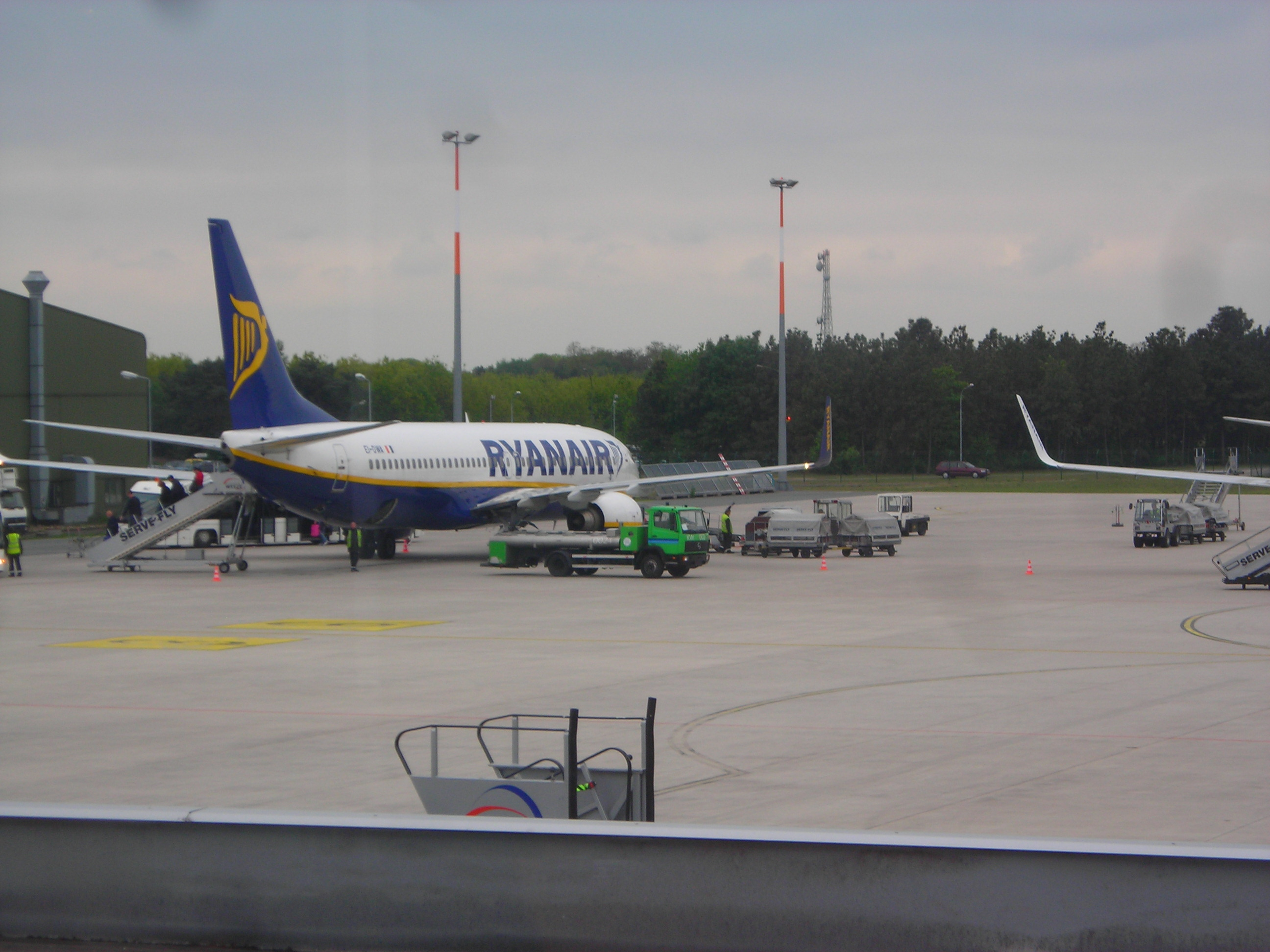
Blick zum Rollfeld

- Kevelaer und Weeze sind die nächsten Bahnhöfe an der Eisenbahnstrecke Düsseldorf/Köln–Kleve, auf der Montags bis Freitags halbstündlich und am Wochenende stündlich die NordWestBahn (RE 10) verkehrt. Mit dem Flugplatz bestehen folgende ÖPNV-Verbindungen (Stand VRR-Fahrplan 2025):[9]
  - Linie 73 („Airlinie“) (Kleinbus) Kevelaer–Airport (alle 60 Min., Stadtwerke Kevelaer)
  - Linie SL17 (Rufbus) Goch–Airport (alle 60 Min.)
  - Linie SW 1 (Linienbus, teilweise Taxibus) Weeze–Airport (alle 60 Min., NIAG)
  - Linie SB 46 (Linienbus) Kevelaer-Airport-Nijmegen (alle 120 Min.)
- Es existiert ein Flughafen-Shuttle von und nach Düsseldorf Hbf/ZOB. Es werden u. a. Fahrten für die frühen Abflüge und die späten Ankünfte angeboten, die vom Fahrplan des RE10 nicht abgedeckt werden. Die Fahrtzeit beträgt 1h 15m.[10] Der Shuttlebus fährt je nach Wochentag bis zu sieben Mal täglich. Vorbuchungen  über die Flughafenseite oder direkt beim Airportshuttle Weeze werden dringend empfohlen. Tickets kann man im Rahmen der Verfügbarkeit mit ec- oder Kreditkarte aber auch beim Busfahrer kaufen.
- Der Flughafen liegt etwa 11 Kilometer von der A 57 und 36 Kilometer von der A 61 entfernt.

## Juristische Rahmenbedingungen

### Rechtsstreitigkeiten

#### Rechtsstreitigkeiten um den Namen

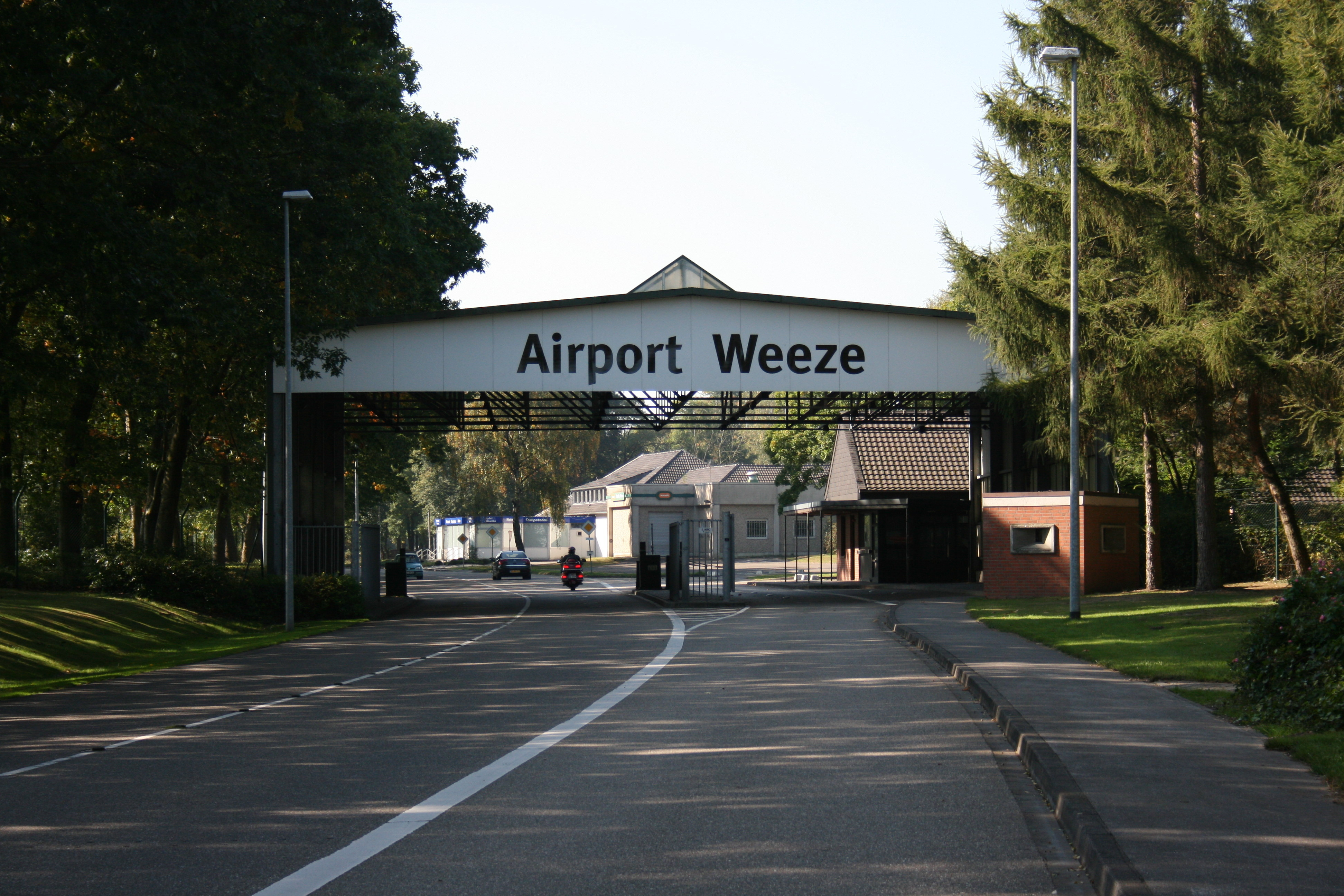
Noch militärisch anmutende Zufahrt zum Flughafengelände mit alten Kasernen

Im Oktober 2004 wurde der Flughafen Niederrhein von den Betreibern in Airport Düsseldorf – Prefecture Weeze umbenannt, um die Nähe zum international bekannten Flughafen Düsseldorf, damals noch Flughafen Düsseldorf International zu betonen. Diese Umbenennung wurde jedoch vom Landgericht Köln per einstweiliger Verfügung untersagt. Daraufhin wurde der Flughafen im November 2004 als Airport Düsseldorf Regional (Weeze) bezeichnet. Auch dieser Name wurde vom Landgericht Köln untersagt. Das Urteil wurde jedoch von den Betreibern ignoriert. Deswegen erließ das Landgericht Köln ein Ordnungsgeld in Höhe von 500.000 Euro, das später auf 150.000 Euro reduziert wurde. Daraufhin änderten die Betreiber im März 2005 die Eigenbezeichnung in Airport Weeze. Dieser Name hat bis heute Bestand. Die Betreibergesellschaft hingegen heißt seit ihrer Gründung unverändert Flughafen Niederrhein GmbH.
Eine Klage gegen die Fluggesellschaft Ryanair, die den Flughafen in ihren Anzeigen als Flughafen Düsseldorf (Weeze) bezeichnet, ist vor dem Landgericht Köln gescheitert. Die Richter sahen den in den Anzeigen ergänzten Hinweis, dass der Flughafen ca. 70 Kilometer von Düsseldorf entfernt liegt, als für die Verbraucher ausreichende Information an. Diese Regelung hat Bestand.
Hierbei ist jedoch zu beachten, dass diese Rechtsstreitigkeiten lediglich den Namen des Flughafens als Selbstbezeichnung und Markenname betreffen. Die von den Luftfahrtbehörden international verwendete offizielle Bezeichnung (beispielsweise im Luftfahrthandbuch) lautet Verkehrsflughafen Niederrhein.

#### Rechtsstreitigkeiten um die Genehmigung

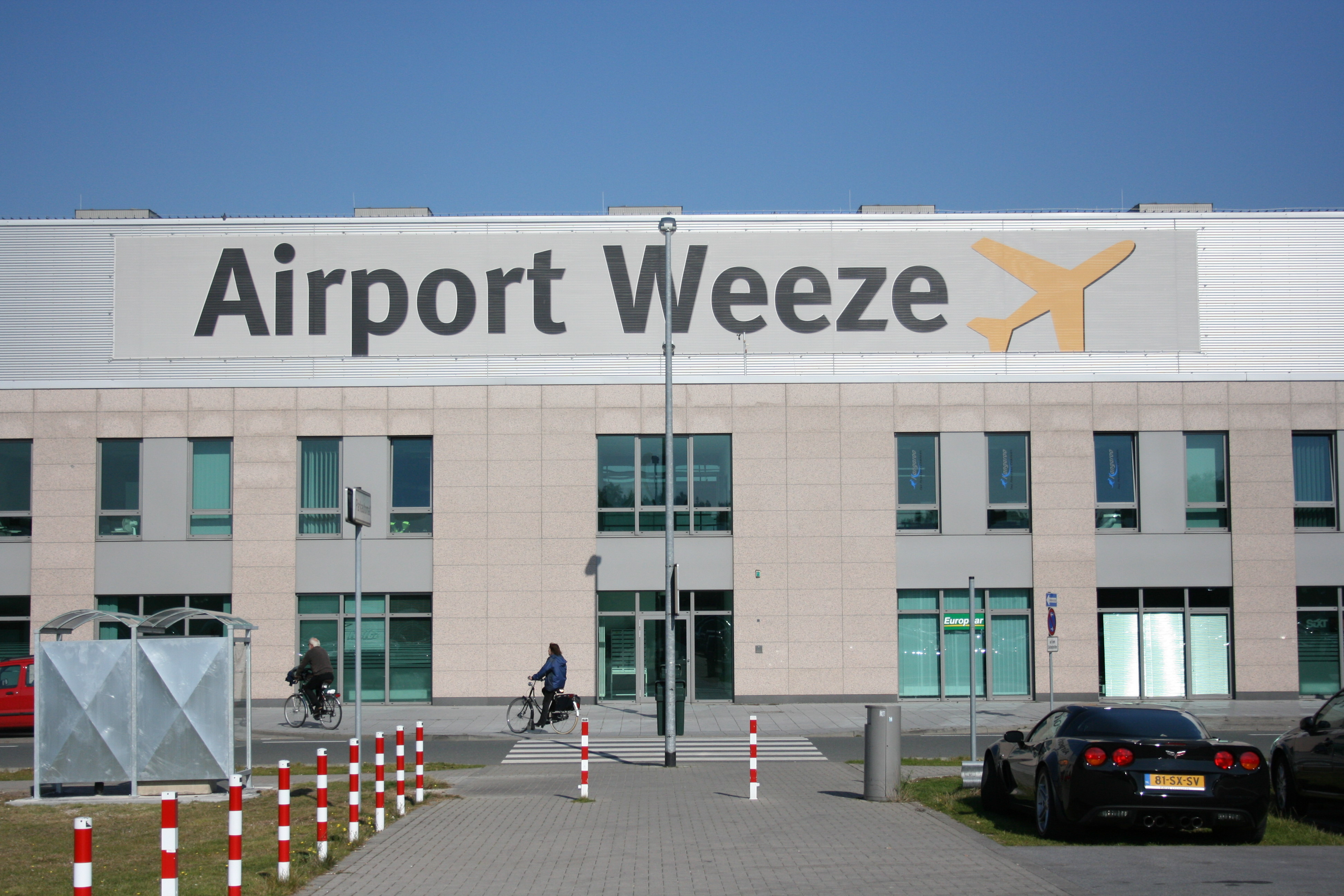
Eingang des Flughafens

Am 3. Januar 2006 hob das Oberverwaltungsgericht Münster die Genehmigung für eine zivile Nutzung des Flughafens auf, da die von der Bezirksregierung Düsseldorf erteilte Genehmigung so erhebliche Mängel aufweise, dass eine Behebung nicht möglich sei. Sie erlaubt Tourismus-Flugverkehr bis an die Kapazitätsgrenze, ohne dabei den Nutzen für die Gebietsentwicklung ausreichend zu berücksichtigen. Dieser hätte als eine Art Ausgleich für die Fluglärm-Belästigung gewertet werden können. Da das Gericht einen solchen Nutzen zum Vorteil der Region aber nicht erkennen konnte, entschied es zugunsten der Kläger. Weiterhin bejahte es einen Rechtsfehler, weil die Genehmigung ohne gesonderte formelle Umweltverträglichkeitsprüfung erteilt wurde. Eine Revision wurde nicht zugelassen.
Die Bezirksregierung Düsseldorf legte daraufhin Beschwerde gegen die Nichtzulassung der Revision ein. Diese wurde durch das OVG Münster abgewiesen und damit an das Bundesverwaltungsgericht abgegeben. Das Bundesverwaltungsgericht ließ am 2. Februar 2007 die Revision gegen den Entzug der Flughafen-Betriebserlaubnis zu und verwies den Rechtsstreit am 16. Oktober 2008 an das OVG Münster zurück. Das Oberverwaltungsgericht wurde angehalten, „zu prüfen“, ob die Mängel der beanstandeten Genehmigung durch eine Ergänzung der Genehmigung kompensiert werden könnten.
Am 1. Mai 2009 legte die Bezirksregierung eine Ergänzung der flugrechtlichen Genehmigung vor, die sich strikt an den Vorgaben des Bundesverwaltungsgerichtes aus dem Urteil vom 16. Oktober 2008 orientierte. Der Flugverkehr in den Tagesrandzeiten (5:00 bis 6:00 Uhr und 22:00 bis 0:00 Uhr) wurde beschränkt und ist seither von 22:00 bis 0:00 Uhr nur noch für Fluggesellschaften zugelassen, die in Weeze eine Heimatbasis (Homebase) betreiben. Anschließend gilt eine um eine Stunde von 5:00 Uhr auf 6:00 Uhr verlängerte allgemeine Nachtruhe (Ausnahmen: Rettungsflüge u. ä.).
Die fehlende Umweltverträglichkeitsprüfung wurde ebenfalls nachgereicht. Daraufhin begannen Verhandlungen mit den Klägern, die mangels Erfolgsaussichten schließlich bereit waren, ihre Klagen gegen Entschädigung zurückzuziehen. 120 Mitglieder des Vereins der Flughafengegner erhielten je 5000,- € Entschädigung, insgesamt also 600.000 €. Nach unbestätigten Angaben zahlte der Eigentümer des Flughafens, H. Buurman, sogar 4,4 Mio. € Abfindungen an die Flughafengegner. Das Verfahren der deutschen Kläger wurde eingestellt.
Auch die letzten Streitigkeiten mit der niederländischen Gemeinde Bergen wurde im Mai 2010 außergerichtlich beigelegt. Damit war die Betriebserlaubnis des Flughafens nach jahrelangem Streit gesichert.

## Subventionen

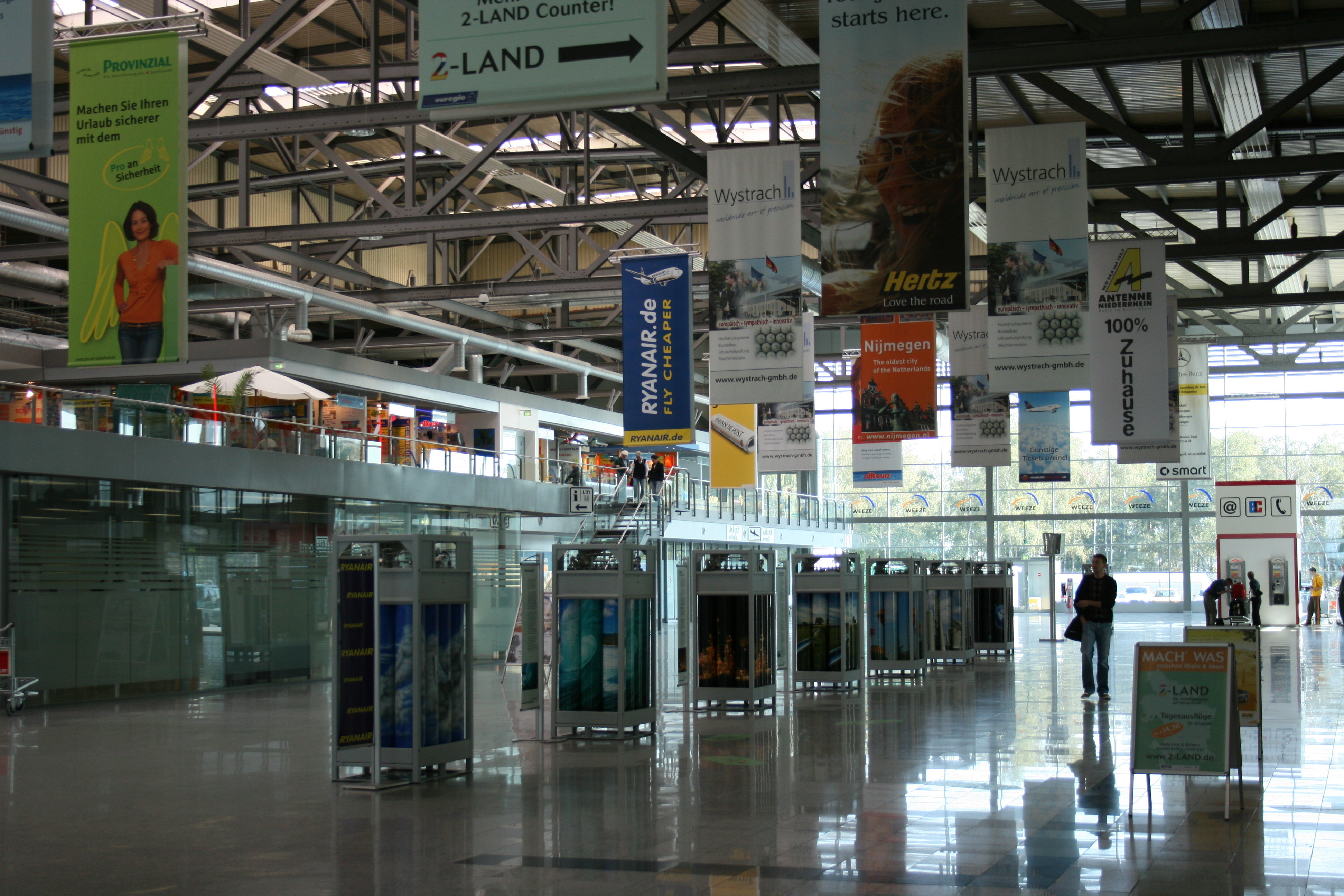
In der Flughafenhalle

Der Flughafen Weeze gehört zu den sogenannten Konversionsprojekten, die in Folge der politischen Umwälzungen im Zusammenhang mit der Auflösung des Warschauer Paktes 1991 realisiert wurden, um im Zuge der seither durchgeführten drastischen Abrüstung aufgelöste Militärliegenschaften wie Flugplätze, Kasernen und Depots einer zivilen Folgenutzung zuzuführen. Da die ehemaligen Militärstandorte jeweils große ökonomische Bedeutung für die lokale Wirtschaft hatten und die Auflösung entsprechende Lücken riss, wurde der Strukturwandel seit 1990 bundesweit mit Milliardensummen gefördert. So wurde beispielsweise der bereits 1992 geschlossene britische Fliegerhorst RAF Wildenrath in den 90er Jahren in ein Eisenbahn-Prüfzentrum umgewandelt, wobei 800 neue Arbeitsplätze entstanden. Das Projekt gilt als Erfolgsmodell und wurde seit 1992 mit 85 Mio. DM Landesmitteln gefördert. In den 1990er Jahren wurden erhoffte positive wirtschaftliche Effekte aus der Konversion militärischer Infrastruktur in zivile Nutzungen unter dem Begriff Friedensdividende diskutiert.
Da das Land aber nicht bereit war, die Konversion eines weiteren ehemaligen Fliegerhorstes der RAF Germany ähnlich umfassend zu subventionieren, und auch der Bund keine Subventionen bereitstellte, ging die Lokalpolitik in der Gemeinde Weeze bzw. im Kreis Kleve bei der Konversion von RAF Laarbruch den Weg der Finanzierung durch private Kapitalgeber. Deswegen haben niederländische Investoren den Ausbau des Flughafens und den Betrieb bis heute im Wesentlichen aus privaten Mitteln bestritten; die begrenzten staatlichen Zuschüsse blieben im Vergleich zum ähnlich gelagerten Konversionsprojekt RAF Wildenrath jedoch sehr bescheiden. Die Weigerung des Bundes, die Konversion des Flughafens Weeze wie vergleichbare Projekte finanziell zu unterstützen, wird im Konversionsbericht des Landes NRW in ungewöhnlich offener Weise kritisiert, indem es heißt, „der Bund [zeigte sich im Fall Weeze] in keinster Weise kompromissbereit und konterkariert damit die strukturpolitischen Bemühungen der Landesregierung“. In den ersten Jahren des Zivilflughafens hat es dennoch erhebliche Diskussionen um staatliche Subventionen gegeben, obwohl der Flughafen von Anfang an als eigenständiges, privatwirtschaftlich geführtes Unternehmen konzipiert war. Nur bei Projektbeginn erhielt der Flughafen einen bescheidenen, einmaligen Konversions-Zuschuss über 3,76 Mio. € vom Land NRW, während sich der Kreis den Kauf des vom Bund überlassenen Geländes sogar mit 22 Mio. DM bezahlen ließ und damit einen Millionengewinn erzielte. Erst später, nach dem Ausstieg des Investors Van der Lande, hat der Flughafen bis 2006 sukzessive einen rückzahlungspflichtigen Kredit vom Kreis Kleve in Gesamthöhe von rund 26,5 Mio. Euro erhalten, der sich durch Aufschlag der Zinsen bis 2010 auf eine Schuldenlast von insgesamt 34,4 Mio. Euro summiert hatte; dieser Kredit wurde im Dezember 2016 in eine Stille Beteiligung des Kreises umgewandelt. Der kommunale Anteil an der ursprünglich zu 99,93 Prozent privaten Betreibergesellschaft betrug bis 2010 lediglich 0,07 Prozent; dieser Anteil reichte allerdings aus, um ein Mitspracherecht der Gemeinde Weeze und des Kreises Kleve zu sichern. Seit 2011 beglich der Flughafen die Zinsen für die Altschulden gegenüber dem Kreis Kleve vertragsgemäß durch Übertragung von Flughafenanteilen. Die Zinslast betrug nach Angaben der Rheinischen Post 1,4 Mio. Euro jährlich. Bis Ende des Jahres 2015 war der kommunale Anteil dadurch auf 8,25 % gestiegen, bis 2016 auf etwa 10 %. Um das Problem der Altschulden abschließend zu lösen, wurden die Forderungen durch Beschlüsse des Kreises und der Gemeinde Weeze um den Jahreswechsel 2016/17 durch Umwandlung in eine Stille Beteiligung endgültig geregelt; dieser Kreis-Anteil beläuft sich nach Angaben des Weezer Bürgermeisters von 2019 auf 11 Prozent für den Kreis Kleve und weiterhin 0,03 Prozent für die Gemeinde Weeze. Nach Angaben der FDP Weeze schlüsselt sich die stille Beteiligung so auf, dass die Flughafengemeinde 10,4 Prozent und der Kreis Kleve 89,6 Prozent der Anteile halten. Damit ist der Flughafen Weeze seit 2017 gegenüber den kommunalen Beteiligten bis auf einen neu vereinbarten Kredit über 4 Mio. Euro schuldenfrei. Die ehemaligen Kreiskredite haben somit abschließend nicht den Charakter einer Subventionen, sondern den einer Einfluss garantierenden Beteiligung, wie sie bei ähnlichen Projekten in weit höherem Maße üblich ist. Kritiker sehen in diesem Konstrukt dennoch eine verdeckte Subventionierung, obwohl der Kreis für die zur Verfügung gestellten Gelder in Form einer Beteiligung an der Flughafengesellschaft, und damit auch an den Gewinnen, einen äquivalenten Gegenwert erhält.
Zunächst war es umstritten, welche Unterstützung es von öffentlicher Seite überhaupt gegeben hat; Flughafengegner und Wettbewerber spekulierten öffentlich über Summen fern jeder Realität, und die Lufthansa unterstellte gar eine Subventionierung in Höhe von über 50 Mio. Euro in den Raum (s. u.). Um diesen ausufernden Spekulationen entgegenzutreten, legte die Landesregierung im Jahr 2009 konkrete Zahlen vor; daraus geht hervor, dass das Land Nordrhein-Westfalen den Flughafen bei Beginn des Projektes mit nicht-rückzahlungspflichtigen Zuschüssen von 3,76 Mio. € aus Konversionsmitteln gefördert hat, allerdings mit der Auflage, dafür bis 2007 mindestens 350 Vollzeit-Arbeitsplätze zu schaffen. Diese Bedingung wurde bereits 2006 erfüllt. Ende 2008 waren nach Angaben der Landesregierung bereits 1030 Arbeitsplätze geschaffen worden. Aus der Stellungnahme der Landesregierung von 2009 wird zudem ersichtlich, dass die einmalige Fördersumme von 3,76 Mio. € im unteren Bereich dessen anzusiedeln ist, was andere Flughäfen an Fördermitteln erhalten. Zum Vergleich: Das Konversionsprojekt RAF Wildenrath wurde mit 85 Mio. DM gefördert. Auch im Vergleich zu den anderen rund 20 Flughäfen in Deutschland sticht Weeze besonders hervor und gehört zu den 3 Projekten, die sich mehrheitlich im Besitz privater Investoren befinden und die nicht unter dem Schutzschirm der öffentlichen Hand stehen: Die kommunale Beteiligung am Flughafen Weeze betrug anfangs nur 0,07 Prozent, seit 2016 etwa 11 Prozent. Im Gegensatz zu anderen Flughäfen in NRW, etwa Münster oder Dortmund, deren Millionendefizite von der öffentlichen Hand ausgeglichen werden, ist der Flughafen Weeze eigenständig und hat in den meisten Jahren sogar beachtliche Gewinne erwirtschaftet.
Neben den direkten Subventionen des Landes in Höhe von 3,76 Mio. Euro hat der Flughafen vom Kreis Kleve in der Frühphase des Projektes lediglich einen zweckgebundenen Kredit in Höhe von rund 26,5 Mio. € erhalten, nach Angaben der Vertragspartner zu „marktüblichen Konditionen“, denn private Banken waren seinerzeit nicht bereit, das Projekt zu finanzieren. Die Kreiskredite wurden über einen Grundschuldeintrag abgesichert. Um sicherzustellen, dass die vom Kreis gewährten Kredite ausschließlich in die Verbesserung (Aufwertung) der Infrastruktur fließen, wurde vom Kreis Kleve und der Gemeinde Weeze eigens die Entwicklungs- und Erschließungsgesellschaft Laarbruch GmbH (EEL) gegründet. Diese verwaltete die Kredite des Kreises, bezahlte anfallende Rechnungen und stellte auf diese Weise sicher, dass die Kreisgelder nur in den Ausbau des Flughafens investiert wurden. Kritiker sahen in den Kreiskrediten dennoch eine versteckte Subventionierung. Die Kredite des Kreises sollten ab 2010 zurückgezahlt oder ersatzweise durch Übertragung von Anteilen der Betreibergesellschaft an den Kreis abgetragen werden; seit 2011 machte der Flughafen von der zweiten Möglichkeit Gebrauch. Im Jahr 2009 hat der Flughafen erstmals einen Kredit von einer privaten Bank erhalten; dies wurde als Zeichen für eine weitere Konsolidierung des Projektes betrachtet und vom Bund der Steuerzahler ausdrücklich begrüßt.
Die Deutsche Lufthansa bezifferte die gesamten öffentlichen Zuschüsse, ohne diese Behauptung jemals belegt oder differenziert zu haben, dennoch auf „mindestens 50 Mio. €“ Die Angaben der Lufthansa stehen allerdings in eklatantem Widerspruch zu den Zahlen, die die Landesregierung Nordrhein-Westfalen im Jahr 2009 in einer Stellungnahme auf eine „Große Anfrage“ der Fraktion Bündnis 90/Die Grünen abgegeben hat. Die Deutsche Lufthansa ist ein Konkurrent der Fluglinie Ryanair, die sich in Weeze und weiteren Standorten in Deutschland erfolgreich etabliert hat und der schärfste Rivale um Marktanteile geworden ist. Die offensichtlich falschen Behauptungen der Lufthansa müssen daher im Zusammenhang mit dem Wettbewerb der beiden Fluglinien um Marktanteile bewertet werden.
Seit 2003 hat die Niederrhein Tourismus GmbH gelegentlich Anzeigen mit Bezug zum Flughafen Weeze geschaltet, um Flugreisende auf das touristische Angebot am Niederrhein aufmerksam zu machen, darunter auch in Publikationen der Fluglinie Ryanair. Kritiker versuchten auch daraus eine verdeckte Subventionierung zu konstruieren, während die Befürworter darin eine marktübliche, erfolgreiche Investitionsstrategie sehen, die den starken Anstieg der Übernachtungszahlen in der Region erklären; seit Etablierung des zivilen Flughafens Weeze ist der Tourismussektor im Kreis Kleve nach Angaben einer Studie der IHK von 2015 im Landesvergleich weit überdurchschnittlich gewachsen und auch die Zahl der sonstigen Übernachtungen ist in der Region deutlich stärker gestiegen als im Landesdurchschnitt. Der durch den Flughafen immens beflügelte Tourismus am Niederrhein veranlasste die Niederrhein-Tourismus GmbH schließlich, ab 2024 für in Weeze einfliegende Touristen ein Informationsbüro im Flughafenterminal einzurichten.
Vor dem Hintergrund laufender Defizite im operativen Geschäft drohte der Eigentümer H. Buurman Ende 2006 mit einem möglichen Ausstieg aus dem Projekt; die monatlichen Verluste in den Anfangsjahren lagen bei rund 400.000 € (5 Mio./Jahr). Der Konkurs von VBird 2004 und der Wegfall aller Flüge dieser seinerzeit für Weeze wichtigsten Fluggesellschaft konnte bis Ende 2006 nicht kompensiert werden. Erschwerend kam ab Januar 2006 der Streit um die flugrechtliche Genehmigung hinzu, der potentielle Interessenten abschreckte. Der Flugbetrieb war zwischen 2004 und 2007 zu gering, um die laufenden Kosten zu decken. Um das Projekt vor einem möglichen Scheitern zu bewahren und die Liquidität des Unternehmens zu sichern, erwog der Kreis Kleve Anfang 2007 die Übernahme eines 49-prozentigen Kapitalanteils an der Flughafen-GmbH. Dafür sollte ein Kaufpreis von 17 Mio. € an den bisherigen 99-Prozent-Eigentümer Herman Buurman fließen. Gleichzeitig nutzte der Kreis Kleve seinen Einfluss, um einen neuen Geschäftsführer durchzusetzen, der für andere kommunale Projekte des Kreises Kleve bereits als erfolgreicher Sanierer tätig gewesen war. In dieser schwierigen Situation kam Anfang 2007 der rettende Durchbruch: Nachdem das Bundesverwaltungsgericht die Revision des Münsteraner Urteils gegen die Betriebsgenehmigung zugelassen hatte, kündigte Ryanair umgehend die Errichtung einer Heimatbasis in Weeze an. Die Fluggastzahlen sind seither drastisch gestiegen, ebenso der Umsatz, so dass der Flughafen Niederrhein seit 2008 einen operativen Gewinn erwirtschaftet. Die zwischenzeitlich erwogene Teil-Übernahme von 49 Prozent der Anteile durch den Kreis war damit wieder vom Tisch.
Kritiker des Flughafenprojektes waren in den Anfangsjahren konkurrierende Unternehmen wie die Lufthansa und der Flughafen Düsseldorf sowie politische Organisationen wie Bündnis 90/Die Grünen; in Anbetracht der erfolgreichen Konsolidierung des Projektes sind diese Stimmen jedoch weitgehend verstummt. In den Anfangsjahren gehörte auch der Bund der Steuerzahler zu den Kritikern. Nachdem der Flughafen seine Anlaufschwierigkeiten zunehmend in den Griff bekommen hatte und Gewinn erwirtschafte, wurde er von derselben Organisation später jedoch als positives Beispiel für eine gelungene Privatisierung bewertet. Befürworter des Konzepts sind u. a. die Gemeinde Weeze, der Kreis Kleve und das Land Nordrhein-Westfalen sowie die Industrie- und Handelskammer Niederrhein. Auch auf Seiten der niederländischen Nachbarprovinzen wird das Projekt fast einhellig begrüßt. Trotz anfänglicher Kritik gehört somit auch der Bund der Steuerzahler zu den Befürwortern des Projekts, nachdem er die Geschäftsunterlagen des Flughafens einsehen konnte. Auch der WDR berichtete im Januar 2009 über diese bemerkenswerte Wende zum Positiven. Die Befürworter verteidigen die Starthilfe der Öffentlichen Hand für den Flughafen Weeze vor allem mit dem Argument, dass alle anderen Flughäfen wesentlich stärker und darüber hinaus dauerhaft subventioniert werden, während der Flughafen Weeze nur eine begrenzte Anschubfinanzierung und einen Kredit in der Startphase des Projekts bekommen hat und bis 2019 ohne jede staatliche Subventionierung operierte.
Im Juni 2010 musste Flughafenbesitzer Buurman einräumen, die Kreiskredite nicht wie geplant im Jahr 2010 zurückzahlen zu können. Er bat den Kreis um Aufschub bis 2016 und sagte zu, die bis dahin anfallenden Zinsen zahlen zu wollen. Kritiker des Konversionsvorhabens sahen sich dadurch in ihrer Voraussage bestätigt, dass der Flughafen ohne Subventionierung durch den Kreis, und sei es indirekt über den zu marktüblichen Konditionen gewährten Kredit, nicht eigenständig betrieben werden könne. Die Flughafenbefürworter sahen in dem Zahlungsaufschub dagegen kein Problem, da im Umfang der anfallenden Zinsen schließlich entsprechende Flughafen-Anteile an den Kreis übertragen wurden und der Kreiskredit weiter durch die Grundschuldeinträge abgesichert blieb. Die Unterstützer des Flughafens sahen die in der Anfangsphase gewährten Kredite daher weiterhin als sinnvolle und notwendige Hilfe für ein insgesamt erfolgreiches Strukturprojekt, das sich zum größten Arbeitgeber des Kreises Kleve entwickelt hat.
Im Juli 2010 hat der Kreistag Kleve beschlossen, die Kredite (26,5 Mio. € plus 7,5 Mio. € Zinsen bis Ende 2010) zu verschärften Bedingungen zu verlängern. Ab 2011 hätte der Investor die neu anfallenden Zinsen vierteljährlich begleichen müssen, so dass sich die bisher angesammelte Gesamtschuld (mit Zinsen Ende 2010 insgesamt 34 Mio. €) nicht weiter erhöht. Die Rückzahlung sollte ab 2016 erfolgen, wurde dann aber schließlich durch eine Stille Beteiligung ersetzt (s. u.). Die Beteiligung des Kreises und der Gemeinde bleiben über einen erstrangigen Grundschuldeintrag bzw. eine „dingliche Sicherheit“ abgesichert, ferner haftet der Investor mit seinem Privatvermögen.
Die erste 2011 fällige Rate von rund 1,3 Mio. € konnte der Flughafen mit Verweis auf zusätzliche Belastungen durch die 2011 neu eingeführte Fluggastgebühr nicht zurückzahlen. Wie für diesen Fall vorgesehen, akzeptierte der Kreistag mit den Stimmen von CDU, SPD und FDP und gegen die der Grünen eine gleichwertige Übertragung von Flughafenanteilen. Wie hoch der Kreiskredit seinerzeit verzinst wurde, wurde nie offiziell kommuniziert; aus den übertragenen Anteilen errechnet sich jedoch ein Zinssatz von rund 4 Prozent.
Im März 2016 erklärte Flughafen-Geschäftsführer van Bebber gegenüber dem „Handelsblatt“, dass der Flughafen „in den zurückliegenden zehn Jahren keinen Cent an Subventionen“ bekommen habe. Der Kreis Kleve und die Gemeinde Weeze haben [in der Frühphase des Projektes] „lediglich einen Kredit gegeben – zu üblichen Marktkonditionen“. Für die vorbildliche Arbeit des Flughafens habe man erst jüngst ein „Lob vom Bund der Steuerzahler“ bekommen. Ferner meldete van Bebber für das Geschäftsjahr 2015 einen Gewinn von über 2 Mio. Euro.
Im Dezember 2016 erfolgte die endgültige Lösung der Altschuldenproblematik. Die Altschulden in Höhe von 26,8 Mio. Euro wurden in eine Stille Beteiligung von Kreis Kleve und Gemeinde Weeze umgewandelt. Mit der Zahlung eines Teils der Zinsschulden durch die Flughafengesellschaft wurden die restlichen Verbindlichkeiten des Flughafens Weeze gegenüber den kommunalen Gläubigern auf 4 Mio. Euro reduziert, die in Form eines neuen Kredites gewährt wurden.
Im Herbst 2019 meldete der Flughafen nach Reduzierung des Flugplans durch Ryanair eine existenzgefährdende Krise und bat Kreis und Gemeinde Weeze um finanzielle Hilfe. Diese gewährten im Dezember 2019 mit den Stimmen von CDU und SPD eine nicht zurückzuzahlende Überbrückungshilfe in Höhe von 1,9 Mio. Euro, die für die Aufrechterhaltung des laufenden Betriebes verwendet wurde. Damit erhielt die Flughafengesellschaft Weeze erstmals seit ihrer Gründung 2001 eine direkte Subvention durch seine stillen Teilhaber, die nicht aus Konversionsmitteln stammt, durch Grundschuldeinträge oder Anteile an der Flughafengesellschaft abgedeckt ist. Die Gemeinde Weeze übernahm davon 912.000 Euro und der Kreis Kleve 988.000 Euro. Zum Vergleich: Der Flughafen Dortmund erhielt 2019 rund 22 Mio. Euro von den Stadtwerken Dortmund, um sein Defizit zu kompensieren, Münster/Osnabrück etwa 11 Mio. Euro und Paderborn/Lippstadt rund 5 Mio. Euro. Geldgeber sind die Kommunen und Kreise im Umfeld der genannten Flughäfen.
Im Juni 2020 stockten die kommunalen Teilhaber des Flughafens ihre stille Beteiligung am Flughafen um Anteile im Wert von insgesamt 6 Mio. Euro auf. Der Kreis Kleve übernahm davon 5,34 Mio. Euro, die Gemeinde Weeze den Rest. Nach Aussage von Geschäftsführer Ludger van Bebber, der nach 17 Jahren als Weezer Flughafenchef zum 1. Oktober an die Spitze des Flughafens Dortmund wechselt, ist die Liquidität des Flughafens Weeze durch diese Entscheidung bis ins Jahr 2024 gesichert.
Während der Bund der Steuerzahler dem Flughafen Weeze wiederholt und zuletzt im Jahr 2020 attestiert, „schwarze Zahlen zu schreiben“, empfiehlt ein Gutachten des BUND vom August 2020, wegen klimapolitischer Aspekte sowie defizitärer Strukturen 7 von 14 Regionalflughäfen zu schließen. Weeze wird dabei als einer der möglichen Schließungskandidaten genannt. In einer neueren Studie des Bundes der Steuerzahler, den die dpa Anfang 2021 als aktualisierte Pressemitteilung verbreitet, wird der Flughafen Weeze neben dem Airport Memmingen dagegen als der einzige unter den 21 deutschen Regionalflughäfen genannt, der „potenziell gewinnträchtig“ ist, nicht von Subventionen der öffentlichen Hand lebt und in dem untersuchten Zeitraum von 2014 bis 2018 Gewinne erwirtschaftet hat. Nach Angaben der Finanzplattform North Data hat der Flughafen Weeze in der Zeit von 2014 bis 2023 insgesamt 8 Geschäftsjahre mit einem Überschuss abgeschlossen, teilweise im siebenstelligen Bereich, während 2 Jahre mit Defiziten bilanziert wurden, zuletzt das Corona-Jahr 2020. Seither schreibt der Flughafen jährlich schwarze Zahlen, Tendenz steigend. Der Jahresabschluss 2023 erbrachte mit über 2 Mio. Euro den höchsten Überschuss der letzten 10 Geschäftsjahre.

## Kapazität

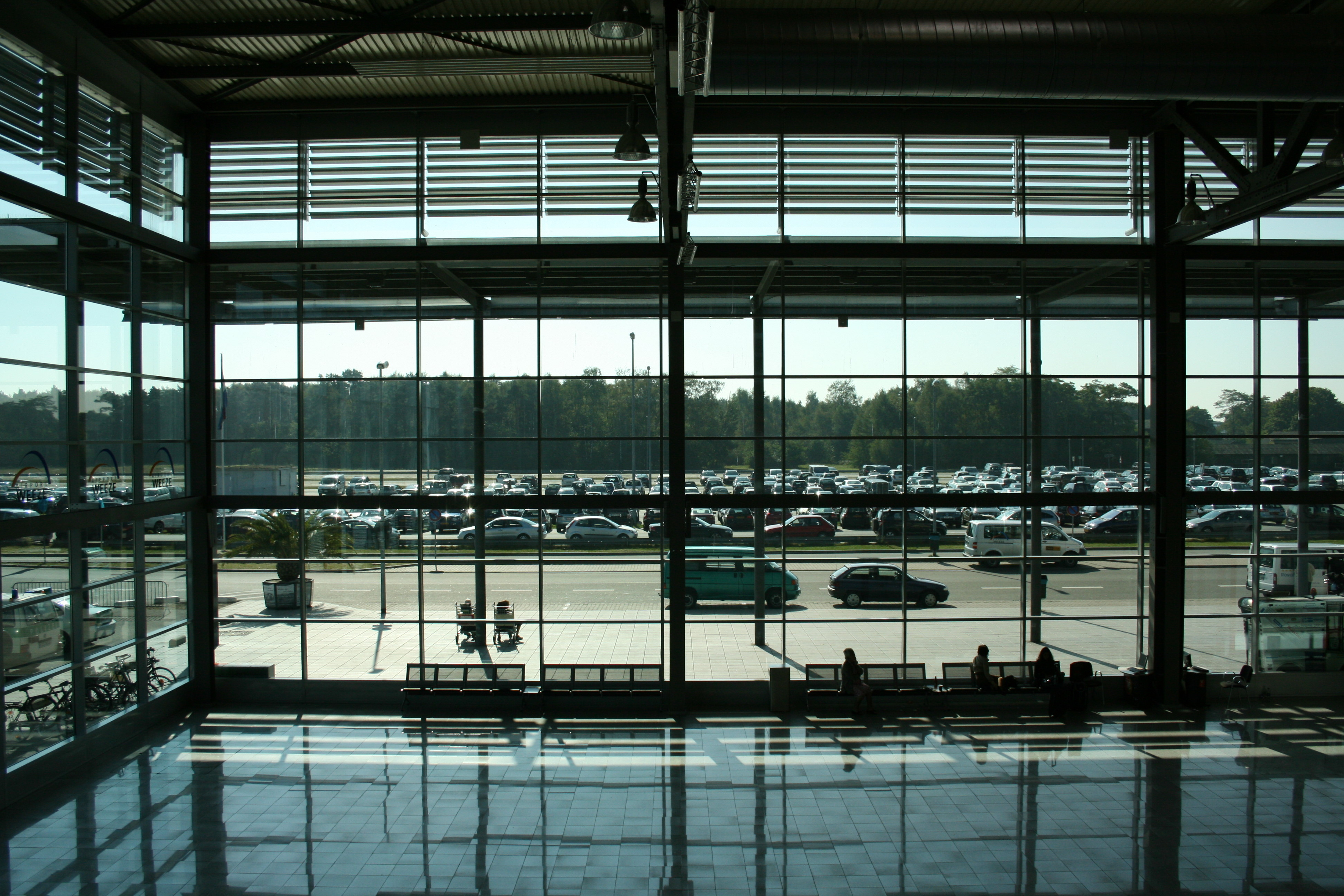
Blick zum Parkplatz auf dem Vorgelände

Der Flughafen verfügt über eine Start- und Landebahn mit einer Länge von 2440 Metern (plus je 275 Meter Stopway an jedem Ende). Die Abfertigungshalle ist für 2,5 Millionen Fluggäste pro Jahr ausgelegt. Im Jahr 2010 – dem bislang erfolgreichsten Jahr des Flughafens – wurden 2.896.999 Passagiere befördert. Gemessen an der Zahl der abgefertigten Passagiere war Weeze damit der drittgrößte Flughafen in Nordrhein-Westfalen. Nach Einführung der Luftverkehrssteuer reduzierte Ryanair ihr Angebot und viele Niederländer, die zuvor von Weeze aus geflogen waren, stiegen auf Flughäfen im eigenen Land um – dort war eine ähnliche Steuer 2009 abgeschafft worden. Nach Angaben des Betreibers reisten aus diesem Grund im Jahr 2011 nur noch knapp über 2,4 Millionen Fluggäste und damit 16,4 Prozent weniger als im Vorjahr von und nach Weeze. Wissenschaftler der TU Chemnitz kamen in einer Studie zur Einführung der Luftverkehrsteuer zu dem Ergebnis, dass die Auskünfte des Betreibers unvollständig und irreführend waren.

## Fluggastaufkommen
Der Flughafen Weeze hatte von 2006 bis 2010 ein stetig wachsendes Fluggastaufkommen. Im ersten Halbjahr 2012 gingen die Fluggastzahlen um 21,5 % gegenüber dem vergleichbaren Zeitraum des Vorjahres zurück, im Geschäftsjahr 2014 abermals um 27,4 %. Von 2014 bis 2018 pendelten sich die Fluggastzahlen knapp unter 2 Mio. ein, um 2019 unter 1,5 Mio. zu fallen. Der coronabedingte Einbruch 2020 war dramatisch und die Zahlen fielen auf knapp 300.000 Passagiere, um bis Ende 2024 wieder auf knapp 2 Mio. zu steigen.
| Jahr | Fluggäste |
| ---- | --------- |
| 2003 | 207.992   |
| 2004 | 796.745   |
| 2005 | 591.744   |
| 2006 | 585.403   |
| 2007 | 848.852   |
| 2008 | 1.525.063 |
| 2009 | 2.403.119 |
| 2010 | 2.896.999 |
| 2011 | 2.421.720 |
| 2012 | 2.209.007 |

| Jahr | Fluggäste |
| ---- | --------- |
| 2013 | 2.488.956 |
| 2014 | 1.806.964 |
| 2015 | 1.910.288 |
| 2016 | 1.854.108 |
| 2017 | 1.885.118 |
| 2018 | 1.669.457 |
| 2019 | 1.230.687 |
| 2020 | 275.220   |
| 2021 | 587.478   |
| 2022 | 1.036.882 |
| 2023 | 1.596.199 |
| 2024 | 1.970.468 |

## Verkehrszahlen

Direkte Flugziele vom Flughafen Niederrhein im Jahr 2025

| Rang                                                             | Ziel              | Passagiere 2018 | Veränderung | Passagiere 2017 | Starts 2018 | Veränderung | Starts 2017 |
| ---------------------------------------------------------------- | ----------------- | --------------- | ----------- | --------------- | ----------- | ----------- | ----------- |
| 1                                                                | Palma de Mallorca | 63.441          | ▼-15,61 %   | 75.177          | 399         | ▼-11,73 %   | 452         |
| 2                                                                | Malaga            | 56.120          | ▼-11,78 %   | 63.617          | 341         | ▼-8,82 %    | 374         |
| 3                                                                | Alicante          | 44.422          | ▼-14,33 %   | 51.853          | 268         | ▼-11,84 %   | 304         |
| 4                                                                | Girona            | 34.493          | ▼-20,94 %   | 43.627          | 206         | ▼-19,84 %   | 257         |
| 5                                                                | Thessaloniki      | 30.612          | ▲14,01 %    | 26.850          | 189         | ▲18,87 %    | 159         |
| 6                                                                | Palermo           | 26.199          | ▼-18 %      | 31.950          | 153         | ▼-18,18 %   | 187         |
| 7                                                                | Bergamo           | 25.934          | ▼-30,45 %   | 37.290          | 164         | ▼-31,95 %   | 241         |
| 8                                                                | Faro              | 23.371          | ▼-21,74 %   | 29.864          | 146         | ▼-18,44 %   | 179         |
| 9                                                                | Fès               | 22.068          | ▼-13,85 %   | 25.616          | 135         | ▼-11,76 %   | 153         |
| 10                                                               | London-Stansted   | 21.517          | ▲32,58 %    | 16.230          | 144         | ▲26,32 %    | 114         |
| 11                                                               | Teneriffa-Süd     | 21.002          | ▼-5,58 %    | 22.243          | 126         | ▼-3,82 %    | 131         |
| 12                                                               | Ibiza             | 20.138          | ▼-5,46 %    | 21.300          | 123         | ▼-2,38 %    | 126         |
| 13                                                               | Porto             | 19.935          | ▲19,87 %    | 16.631          | 118         | ▲25,53 %    | 94          |
| 14                                                               | Valencia          | 18.754          | ▼-19,58 %   | 23.320          | 113         | ▼-19,86 %   | 141         |
| 15                                                               | Edinburgh         | 18.432          | ▼-28,94 %   | 25.938          | 110         | ▼-29,94 %   | 157         |
| 16                                                               | Arrecife          | 18.411          | ▼-9,35 %    | 20.310          | 118         | ▼-9,23 %    | 130         |
| 17                                                               | Marrakesch        | 18.170          | ▼-4,33 %    | 18.992          | 108         | ▲0 %        | 108         |
| 18                                                               | Bari              | 17.708          | ▼-3,18 %    | 18.289          | 105         | ▼-1,87 %    | 107         |
| 19                                                               | Nador             | 17.380          | ▲28,8 %     | 13.494          | 103         | ▲28,75 %    | 80          |
| 20                                                               | Stockholm-Skavsta | 17.331          | ▼-0,51 %    | 17.420          | 104         | ▼-0,95 %    | 105         |
| 21                                                               | Rabat             | 17.159          | Route neu   | 0               | 101         | Route neu   | 0           |
| 22                                                               | Tallinn           | 16.877          | ▼-6,21 %    | 17.995          | 101         | ▼-4,72 %    | 106         |
| 23                                                               | Rom-Ciampino      | 15.790          | ▼-26,86 %   | 21.588          | 94          | ▼-24,19 %   | 124         |
| 24                                                               | Zadar             | 15.609          | ▼-4,52 %    | 16.348          | 92          | ▼-4,17 %    | 96          |
| 25                                                               | Fuerteventura     | 15.607          | ▼-17,25 %   | 18.861          | 97          | ▼-12,61 %   | 111         |
| In dieser Statistik sind nur Starts enthalten. (Keine Landungen) |                   |                 |             |                 |             |             |             |

| Rang                                                             | Ziel                   | Passagiere 2018 | Veränderung | Passagiere 2017 | Starts 2018 | Veränderung | Starts 2017 |
| ---------------------------------------------------------------- | ---------------------- | --------------- | ----------- | --------------- | ----------- | ----------- | ----------- |
| 1                                                                | Spanien                | 311.616         | ▼-14,16 %   | 363.039         | 1.910       | ▼-11,94 %   | 2.169       |
| 2                                                                | Italien                | 145.577         | ▼-23,04 %   | 189.151         | 892         | ▼-21,75 %   | 1.140       |
| 3                                                                | Marokko                | 108.286         | ▲35,73 %    | 79.783          | 656         | ▲39,28 %    | 471         |
| 4                                                                | Griechenland           | 51.171          | ▲4,8 %      | 48.829          | 319         | ▲10 %       | 290         |
| 5                                                                | Portugal               | 43.306          | ▼-6,86 %    | 46.495          | 264         | ▼-3,3 %     | 273         |
| 6                                                                | Vereinigtes Königreich | 40.016          | ▼-23,08 %   | 52.021          | 270         | ▼-22,86 %   | 350         |
| 7                                                                | Schweden               | 20.422          | ▼-25,77 %   | 27.512          | 124         | ▼-26,19 %   | 168         |
| 8                                                                | Estland                | 16.877          | ▼-6,21 %    | 17.995          | 101         | ▼-4,72 %    | 106         |
| 9                                                                | Kroatien               | 15.609          | ▼-4,52 %    | 16.348          | 92          | ▼-4,17 %    | 96          |
| 10                                                               | Serbien                | 15.088          | ▲1,3 %      | 14.894          | 96          | ▼-12,73 %   | 110         |
| 11                                                               | Polen                  | 11.443          | ▲9,13 %     | 10.486          | 72          | ▲9,09 %     | 66          |
| 12                                                               | Rumänien               | 10.908          | ▼-38,35 %   | 17.693          | 89          | ▼-33,58 %   | 134         |
| 13                                                               | Bulgarien              | 9.340           | ▲5.330,23 % | 172             | 61          | ▲6.000 %    | 1           |
| 14                                                               | Deutschland            | 7.499           | ▼-70,39 %   | 25.324          | 671         | ▼-16,12 %   | 800         |
| 15                                                               | Frankreich             | 6.727           | ▼-49,99 %   | 13.450          | 69          | ▼-35,51 %   | 107         |
| In dieser Statistik sind nur Starts enthalten. (Keine Landungen) |                        |                 |             |                 |             |             |             |

## Zwischenfälle

### Zwischenfälle, Laarbruch
- Am 25. Februar 1971 wurde eine English Electric Canberra PR.3 der britischen Royal Air Force (RAF) (Luftfahrzeugkennzeichen WT523) vor der Landung auf der RAF Laarbruch durch einen Vogelschlag so schwer beschädigt, dass sie abgeschrieben wurde. Beide Besatzungsmitglieder überlebten den Unfall.[60]

- Am 18. August 1977 stürzte eine Blackburn Buccaneer S.2B der britischen Royal Air Force (RAF) (XX890) im Anflug auf die Basis RAF Laarbruch ab, nachdem die beiden Besatzungsmitglieder mit dem Schleudersitz ausgestiegen waren. Vorausgegangen war ein Turbinenschaden, der einen Kontrollverlust verursachte. Die beiden Besatzungsmitglieder überlebten den Unfall.[61]

## Andere Nutzungen des Geländes

### Musikfestivals
In den Jahren 2000 bis 2002 wurde auf dem im Nordwesten gelegenen Event-Gelände des früheren RAF-Stützpunkts, das nicht für den regulären Flugbetrieb benötigt wird, das Bizarre-Festival ausgerichtet. An diesem Ort wandelte es sich zum größten deutschen Festival für alternative (hauptsächlich Rock- und Hip-Hop-) Musik. Im Jahr 2003 wählte der Veranstalter aufgrund eines Rechtsstreits den Veranstaltungsnamen Terremoto. In dessen Nachfolge fand auf dem Event-Gelände des Flughafens im Zeitraum 2004–2019 jährlich das Hardstyle-Festival Q-Base statt. Mit dem neuen Namen IMPAQT wird es ab September 2019, vom gleichen Veranstalter Q-Dance, weitergeführt.
Vom 17. bis 19. Juli 2015 fand auf dem im Nordwesten der Flughafenareals gelegenen Event-Gelände erstmals das neue Musik-Festival Parookaville mit 25.000 Besuchern statt. Die Folgeveranstaltung vom 15. bis zum 17. Juli 2016 zog bereits 50.000 Teilnehmer an. Das Parookaville Festival 2017 (21.–23. Juli 2017) lockte nun schon 80.000 EDM-Fans nach Weeze. Auch 2018 und 2019 fand die Veranstaltung mit 80.000 Besuchern statt. Wegen der Corona-Pandemie fiel das Festival 2020 und 2021 aus. In den Jahren 2022 und 2023 waren es wieder rund 80.000 Besucher pro Tag, was der maximalen Kapazität entspricht. Auf zweieinhalb Veranstaltungstage berechnet wird eine Gesamtzahl von 225.000 Gästen genannt.

### Sportereignisse
Im April 2008, März 2009 und April 2010 wurde der Fisherman’s Friend Strongman Run, ein Crosslauf-Rennen mit vielen speziellen Hindernissen, auf einem Teil des Flughafengeländes ausgetragen.

### Der Flughafen als Drehort
Der Flughafen diente für die Fernsehserie Alarm für Cobra 11 (Folge Falsche Signale) als Drehort für eine Verfolgungsjagd auf der Startbahn, eine Schießerei und die Explosion eines Helikopters. Außerdem wurden dort einige Hubschrauber-Szenen für den Film Die Sturmflut gedreht.

## Ansiedlung der Firma Rheinmetall
Im Juli 2023 gab die Düsseldorfer Firma Rheinmetall bekannt, auf dem Flughafen Weeze in Zusammenarbeit mit dem US-Hersteller Lockheed Martin zeitnah mit dem Bau einer hochmodernen Fertigungsanlage für den Bau von Rumpfteilen des derzeit modernsten Kampfflugzeuges F-35 zu beginnen und dafür über 450 Arbeitsplätze für hochqualifiziertes Personal zu schaffen. Rheinmetall investiert 200 Mio. Euro in das Werk, was mit Abstand die größte Einzelinvestition am Flughafen seit seiner Inbetriebnahme als ziviler Airport ist. NRW-Wirtschaftsministerin Mona Neubaur (Bündnis 90/Grüne) zeigte sich ebenfalls sehr erfreut über die neue Rüstungsfabrik, bedankte sich ausdrücklich bei den Investoren und prognostizierte in ihrer Rede zum ersten Spatenstich am 1. August 2023 „in der Perspektive 1500 bis 2000 Arbeitsplätze“ im Zusammenhang mit dem neuen Werk. Da mindestens 400 Rumpfteile hergestellt werden sollen, dürfte das Milliardengeschäft der Düsseldorfer Waffenschmiede für den Flughafen Weeze der mit Abstand größte Erfolg bei der Ansiedlung von flugaffinem Gewerbe darstellen und damit eine willkommene Einnahmequelle werden. Auch NRW-Ministerpräsident Wüst begrüßte die Ansiedlung der Hochtechnologie-Fabrik und hob die aus seiner Sicht für Rheinmetall entscheidenden Standortvorteile des Flughafens Weeze hervor. Der Airport sei von der der lokalen Politik als „Euregionales Zentrum für Luftverkehr, Logistik und Gewebe“ auf den Weg gebracht worden, was sich endgültig als erfolgreiche Weichenstellung erwiesen habe. Rheinmetall begründete die Entscheidung zu Gunsten von Weeze auch explizit mit dieser Kombination aus „Lage, Verkehrsanbindung, Bodenbeschaffenheit, logistischen Erwägungen“, also mit der Kombination aus Produktionsstätte und angeschlossener Landebahn, die für Lockheed Martin von entscheidender Bedeutung ist. Mit den bisher geplanten 400 Rumpfsegmenten ist die Fabrik nach Aussage von Rheinmetall für die nächsten 25 Jahre ausgelastet. Da es sich bei der F-35 um das aktuell modernste Kampfflugzeug handelt und weitere Bestellungen zu erwarten sind, dürfte die Produktion auch danach weiter laufen, so dass die Fabrik auf sehr lange Sicht ausgelastet sein wird. Darüber hinaus stellte Rheinmetall in Aussicht, dass künftig auch andere Flugzeugteile in dem neuen Werk produziert werden könnten. Die Gemeinde Weeze rechnet ab Produktionsbeginn der Fabrik mit Gewerbesteuer-Einnahmen in Millionenhöhe, was jedoch mit einer Kürzung der Schlüsselzuweisungen einhergehen wird. Bürgermeister Koenen freut sich daher weit mehr auf den Zuzug der Fachkräfte und entsprechende Kaufkraft. NRW Wirtschaftsministerin Mona Neubau (Bündnis 90/Die Grünen) diagnostizierte im Mai 2024 eine bereits wirksame besondere „Sogwirkung für die ganze Region und die Ansiedlung weiterer Unternehmen“. Bereits im Frühjahr 2024 gab Rheinmetall bekannt, bereits 50 Ingenieure für das neue Werk in Weeze eingestellt zu haben, obwohl die Fertigung der Flugzeugteile erst im Jahr 2025 beginnen soll. Für alle weiteren Jobs im Zusammenhang mit der Produktion in Weeze lägen Tausende Bewerbungen vor.